# Ernest Cecil Pepper
Ernest Cecil Pepper, britanski general, * 1899, † 1981.